# Hrafit Zaporoże
ŻFK Hrafit Zaporoże (ukr. ЖФК «Графіт» Запоріжжя) – ukraiński klub piłki nożnej kobiet, mający siedzibę w mieście Zaporoże w środkowej części kraju, grający w latach 1993–1999 w rozgrywkach Wyższej Ligi Kobiet.

## Historia
Chronologia nazw:
- 1992: ŻFK Iskra Zaporoże (ukr. ЖФК «Іскра» Запоріжжя)
- 1999: ŻFK Hrafit Zaporoże (ukr. ЖФК «Графіт» Запоріжжя)

Klub piłkarski Iskra został założony w Zaporożu w 1992 roku i reprezentował miejscowe przedsiębiorstwo "Iskra", specjalizujący się w rozwoju i produkcji naziemnego sprzętu radarowego do celów cywilnych i wojskowych. W sezonie 1992 drużyna zgłosiła się do rozgrywek Pierwszej ligi kobiet (D2) i została mistrzem. W następnym sezonie 1993 zespół debiutował w Wyższej lidze kobiet, zajmując końcową szóstą pozycję. W 1998 klub zdobył brązowe medale mistrzostw. Następnie w 1999 klub zmienił sponsora na Zakład Elektrodowy „Ukrhrafit”, po czym nazwa klubu została zmieniona na Hrafit. Drużyna ponownie zajęła trzecie miejsce. Jednak potem klub zrezygnował z dalszych występów w mistrzostwach.

## Barwy klubowe, strój, herb, hymn
|  |  |

Klub ma barwy czerwono-żółte. Piłkarki domowe spotkania zazwyczaj grają w czerwonych koszulkach, czerwonych spodenkach oraz czerwonych getrach.

## Sukcesy

### Trofea międzynarodowe
Nie uczestniczył w rozgrywkach europejskich (stan na 31-05-2021).

### Trofea krajowe
| \| \| Zdobyte trofea w rozgrywkach Ukrainy (stan na: 31-05-2021) \| |                                                            |      |            |
| Rozgrywki                                                           | Osiągnięcie                                                | Razy | Sezon(y)   |
| Mistrzostwo                                                         | I miejsce                                                  | 0    |            |
| Mistrzostwo                                                         | II miejsce                                                 | 0    |            |
| Mistrzostwo                                                         | III miejsce                                                | 2    | 1998, 1999 |
| Puchar                                                              | zdobywca                                                   | 0    |            |
| Puchar                                                              | finalista                                                  | 0    |            |
| Puchar                                                              | półfinalista                                               | 1    | 1993       |
| II liga                                                             | I miejsce                                                  | 1    | 1992       |
| II liga                                                             | II miejsce                                                 | 0    |            |
| II liga                                                             | III miejsce                                                | 0    |            |
| Ukraina                                                             | Zdobyte trofea w rozgrywkach Ukrainy (stan na: 31-05-2021) |      |            |

## Poszczególne sezony

### Rozgrywki międzynarodowe

#### Europejskie puchary
Nie uczestniczył w rozgrywkach europejskich (stan na 31-05-2021).

### Rozgrywki krajowe
| \| Ukraina \| Bilans występów klubu w rozgrywkach piłkarskich Ukrainy (Stan na 31 maja 2021 r.) \| \| |                                                                                   |        |       |   |   |   |    |    |     |           |        |        |      |
| Poziom                                                                                                | Rozgrywki                                                                         | Sezony | Mecze | Z | R | P | B+ | B– | Pkt | Lata      | Awanse | Spadki | Naj. |
| I | Wyszcza liha                                                                      | 7      |       |   |   |   |    |    |     | 1993–1999 | 0      | 0      | 3    |
| II | Persza liha                                                                       | 1      |       |   |   |   |    |    |     | 1992      | 1      | 0      | 1    |
| | Puchar Ukrainy                                                                    | ?      |       |   |   |   |    |    |     | 1992–199? | 0      | 0      | 1/2  |
| Ukraina                                                                                               | Bilans występów klubu w rozgrywkach piłkarskich Ukrainy (Stan na 31 maja 2021 r.) |        |       |   |   |   |    |    |     |           |        |        |      |

## Struktura klubu

### Stadion
Klub rozgrywał swoje mecze domowe na stadionie ZAlK w Zaporożu, który może pomieścić 1 tys. widzów.

### Derby
- Borysfen Zaporoże